# Gert Kullamäe
Gert Kullamäe (Tallinn, 3 giugno 1971) è un ex cestista e allenatore di pallacanestro estone, fino al 1991 sovietico.
È il padre di Kristian Kullamäe, a sua volta cestista.

## Carriera
Con l'Estonia ha disputato i Campionati europei del 1993.

## Palmarès

### Giocatore
- Campionato lituano: 1

Žalgiris Kaunas: 1993-94
- Campionato belga: 1

Ostenda: 2000-01
- Campionato olandese: 1

EBBC Den Bosch: 2005-06
- Campionato estone: 2

Tartu Ülikooli: 2006-07, 2007-08
- Coppa del Belgio: 1

Ostenda: 2001

### Allenatore
- Campionato estone: 1

Tartu Ülikool: 2014-15